# Placa comemorativa

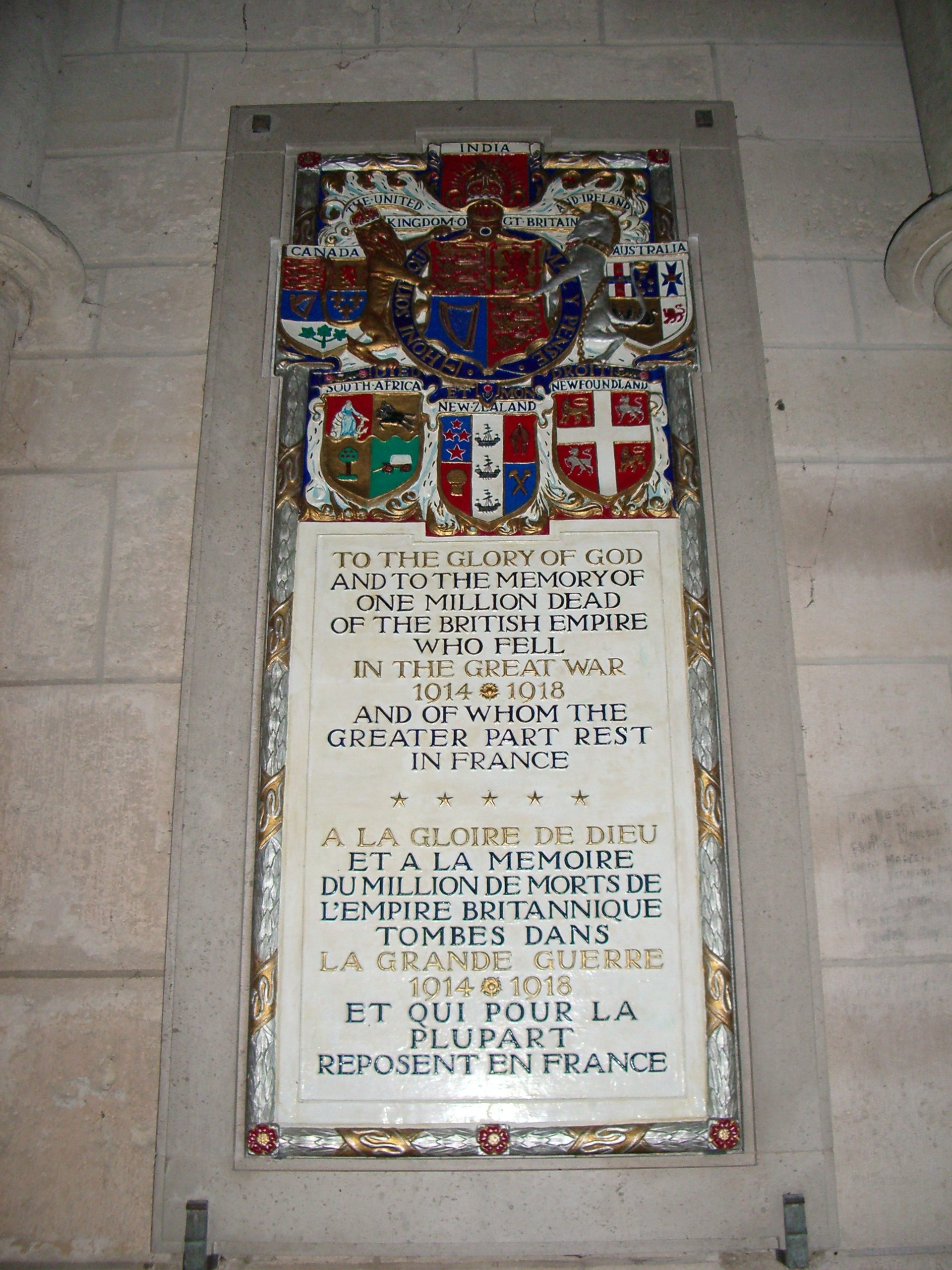
Placa comemorativa na catedral de Laon, na França.

Uma placa comemorativa, ou simplesmente placa, é uma chapa de metal, cerâmica, pedra, plástico, madeira ou outro material resistente, tipicamente afixado numa parede, rocha ou outra superfície vertical, e que apresenta um texto alusivo a uma figura ou evento importantes relacionados ao local.

## No Reino Unido

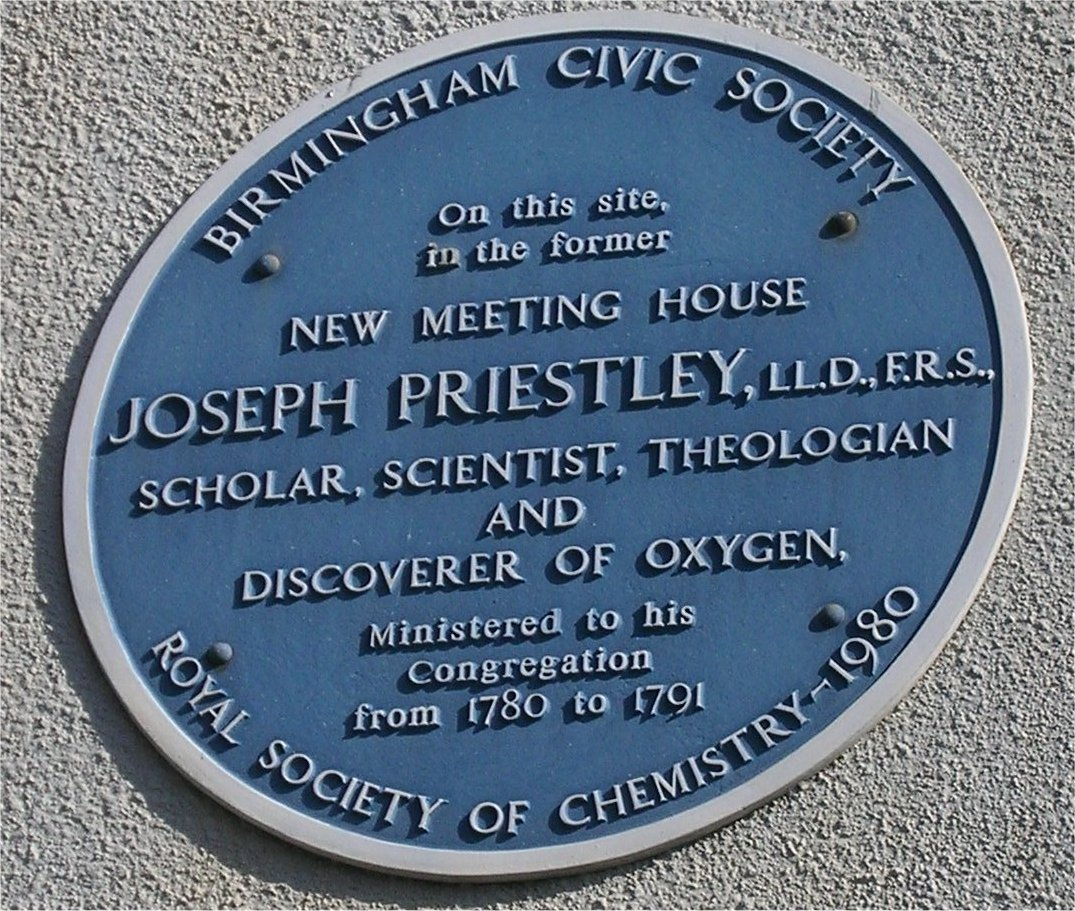
Placa comemorativa na igreja de São Miguel e São José, em New Meeting House Lane, em Birmingham, na Inglaterra.

No Reino Unido, blue plaques ("placas azuis") são afixadas em edifícios para comemorar a associação destes com ocupantes ou eventos importantes.
Após a I Guerra Mundial, as famílias dos homens e mulheres britânicos que tombaram em ação, foram presenteadas com uma placa memorial em bronze. Estas placas, de cerca de 120 milímetros de diâmetro, foram desenhadas pelo eminente escultor e medalhista Edward Carter Preston.

## Premiações

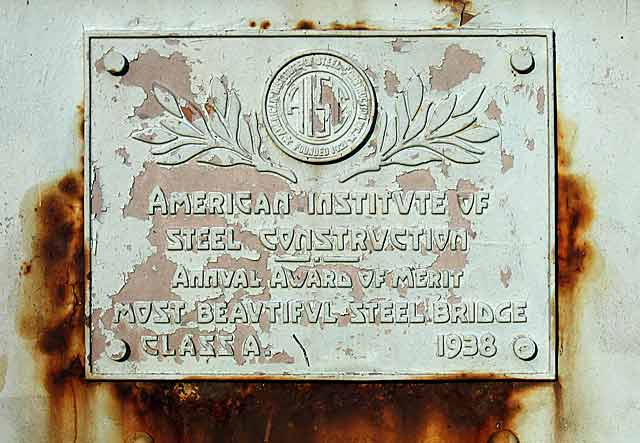
Placa de mérito concedida pelo Instituto Americano de Construção em Aço para a ponte Arrigoni, como a "mais bela ponte em aço" construída em 1938

Placas são também concedidas como prêmios, em vez de troféus ou fitas. Tais placas geralmente contêm um texto descrevendo o motivo da premiação, e, frequentemente, a data da concessão.